# Hemichalcothea inermis
Hemichalcothea inermis är en skalbaggsart som beskrevs av Moser 1906. Hemichalcothea inermis ingår i släktet Hemichalcothea och familjen Cetoniidae. Inga underarter finns listade i Catalogue of Life.